# Fanini-Wührer
L'equip Fanini-Wührer, conegut posteriorment com a Maggi Mobili o Lega FCI, va ser un italià, de ciclisme en ruta que va competir entre 1984 i 1985. A finals d'aquella temporada es va unir amb el Murella-Rossin.

## Principals resultats
- Giro del Friül: Franco Chioccioli (1985)

### A les grans voltes
- Giro d'Itàlia
  - 2 participacions (1984, 1985)
  - 1 victòries d'etapa:
    - 1 el 1985: Franco Chioccioli

  - 0 classificacions finals:
  - 0 classificacions secundàries:

- Tour de França
  - 0 participacions

- Volta a Espanya
  - 0 participacions